# Załokieć
Załokieć – wieś na Ukrainie w rejonie drohobyckim należącym do obwodu lwowskiego.
W II Rzeczypospolitej wieś w powiecie drohobyckim województwa lwowskiego.
W drugiej połowie września 1939 nacjonaliści ukraińscy z OUN zamordowali tutaj 7 Polaków.